# بوب نايت
بوب نايت هو لاعب ومدرب كرة سلة أمريكي سابقًا (ولد في 25 أكتوبر عام 1940). درب فريق تيكساس. يُلقّب بالجنرال. كان نايت واحد من أكثر المدربين نجاحا في الساحة. برز كثير من الاعبين على يده خلال مسيرته الرياضية. المدرب كان معروف بحادثة رمي الكرسي الشهيرة والذي أعتقل على اثرها ثم خرج بكفالة.
حقق نايت شهرة كمدرب أكثر بكثير من الشهرة التي حققها كلاعب. حيث أن فترة احترافه كلاعب لم تتجاوز الثلاث سنوات بينما قضى بقية مشواره الرياضي في كرة السلة كمدرب. حقق بوب نايت 902 فوز في مسيرته في كرة السلة. أعتزل في عام 2008 وخلّفه في تدريب فريق تيكساس ابنه اليافع بات نايت. ختم نايت مسيرته الرياضية بالعمل محللًا رياضيًا في سلسلة قنوات إي إس بي إن عام 2008.

## وصلات خارجية
- بوب نايت على موقع IMDb (الإنجليزية)
- بوب نايت على موقع الموسوعة البريطانية (الإنجليزية)
- بوب نايت على موقع إن إن دي بي (الإنجليزية)
- بوب نايت على موقع قاعدة بيانات الفيلم (الإنجليزية)
- بوب نايت على موقع كلية كرة السلة في سبورتس رفرنس.كوم (الإنجليزية)
- بوب نايت على موقع قاعة المشاهير الجامعة الوطنية لكرة السلة (الإنجليزية)
- بوب نايت على موقع كلية كرة السلة في سبورتس رفرنس.كوم (الإنجليزية)
- بوب نايت على موقع أوليمبيديا (الإنجليزية)